# Half-Life: Blue Shift
A Half-Life: Blue Shift egy egyjátékos kiegészítő a Valve nagysikerű sci-fi számítógépes játékához, a Half-Life-hoz. 2001. június 12-én jelent meg, a Sierra kiadásában, a Valve és a Gearbox Software közös fejlesztésben. Eredetileg nem tervezték önálló termékként kiadni, hanem a Half-Life Sega Dreamcast portjának lett volna a bónusz tartalma. Miután azonban annak a fejlesztését leállították, önálló játékká alakult. Címe, hasonlóan a sorozat más epizódjaihoz és pályaneveihez, egy kétértelmű kifejezés: jelentheti a játékban látható munkarendben "kék műszakként" jelzett munkaidőt, illetve utalhat a kékeltolódásra, mint fizikai jelenségre.
Cselekménye és helyszíne az eredeti játékéval megegyező, mindössze a nézőpont más. Főhőse Barney Calhoun, a Black Mesa Kutatóközpont egyik biztonsági őre, aki aznap is műszakban van, amikor bekövetkezik a tragédia. Amikor Black Mesa területén egy balul sikerült kísérlet következtében megjelennek egy másik dimenzióból ideteleportált lények, Calhounnak nincs más választása: ki kell jutnia élve.
Sokan dicsérték a játékot ötletességéért, de kritizálták, hogy nagyon rövid és kevés benne az újdonság. Leginkább az ún. High Definition Pack miatt lett híres, amely nagyobb felbontású és jobban kidolgozott modellekre cserélte az ellenfeleket, az NPC-ket, és a fegyvereket.
A Blue Shift teljes konverziója Source-motor alá "Guard Duty" munkacímen készül rajongók által.

## Játékmenet
Gyakorlatilag ugyanazt lehet róla elmondani, mint a Half-Life esetében: egy elsőszemélyű lövöldözős játék (FPS), ahol mindent a főhős szemén keresztül látunk, aki mindvégig egy szót sem szól. Célunk átjutni az egyes pályákon, ennek érdekében végezni az ellenségekkel, és sokszor valamilyen feladványt is meg kell oldani. A játékmenet ezúttal is folyamatos, nem szakítják meg átvezető animációk, mindössze a pályák közötti töltési idő akasztja meg pillanatokra azt.
A játék során sokszor csatlakozhat hozzánk nem-játékos karakter (NPC) is. Biztonsági őrök és tudósok segíthetnek utunkon. Emellett itt mutatkozott be Dr. Rosenberg, egy karakter, akivel az együttműködés már pályákon átívelő jellegű. Az ellenfelek a Half-Life klasszikus lényei, illetve az amerikai hadsereg különleges osztaga (HECU) ezúttal is ránk vadászik, mert feladatuk likvidálni a szemtanúkat. Mivel időben is elválik tőle (hamarabb kezdődik és ér véget), az Opposing Force tartalmaiból semmit nem kapott.

## Cselekmény
A helyszín és az időpont ugyanaz, mint a Half-Life és a Half-Life: Opposing Force során: az új-mexikói Black Mesa Kutatóközpont, ahol egy balul sikerült kísérlet során interdimenzionális kapu nyílik a Xen névre hallgató, dimenziók közötti térbe, amelyen keresztül idegen lények árasztanak el mindent. Ebben a részben Barney Calhoun, egy biztonsági őr a főhős, aki a baleset színhelyéül szolgáló labor közelében dolgozik. Feladata a létesítmény védelmén kívül a tudósoknak segíteni különféle apróbb munkákban. Amikor bekövetkezik a katasztrófa, és Black Mesa hardszíntérré változik, Calhounnak együtt kell működnie Dr. Rosenberggel annak érdekében, hogy elhagyhassák a helyet.
A játék hasonlóan kezdődik, mint a Half-Life: Calhoun vonattal indul a lakóhelyéről a munkahelyére. Miután szolgálatba helyezte magát, megkapja a napi első utasítást: javítson meg egy rosszul működő liftet. Mire elkészül vele, a rendellenes anyagokat kutató laborban bekövetkezik a katasztrófa, és idegen lények teleportálnak Black Mesa egész területére. A katasztrófa hatásaként a lift, amiben utazik, leszakad, és hamar a kutatóközpont mélyén találja magát. Amint magához tér, elindul a felszín felé, amit a bázis teherpályaudvara közelében ér el. Itt megtudja, hogy Dr. Rosenberg és társai egy régi teleportgép használatával akarnak kijutni. Csakhogy időközben megérkezett a hadsereg is, amelynek feladata az is, hogy likvidáljanak minden szemtanút. Dr. Rosenberget csapdába ejtették egy vasúti kocsiban, így először őt kell kimentenie Calhounnak. Ha ez megvan, mindketten elindulnak Black Mesa  régi laborjai felé, ahol egy kezdetleges, prototípus teleportgépet építettek. Rosenberg elmondja, hogy ahhoz, hogy kijussanak a bázison kívülre, előbb el kell utazni a Xenre, hogy az ottani felszerelést beállítva megadjanak egy ennek megfelelő koordinátát. Calhoun sikeresen el is jut a Xenre, elvégzi a megfelelő beállításokat és vissza is tér, de ekkorra a gép energiaellátása kimerül. Tartalék akkumulátorra lenne szükség, az azért elindult csapat viszont nem tért vissza. Így aztán Calhounnak kell útnak indulnia és találnia megfelelő erőforrást, miközben felbukkan a hadsereg is, akik a xeni lényekkel és ellenünk is harcolnak. Calhounnak sikerül megszereznie a tartalék erőforrást, amelyet feljuttat a teleporthoz. A gép ismét beindul, és először a tudósok jutnak ki, majd legutoljára Calhoun. Sajnos eközben a hadsereg rajtaüt, és amikor beugrik a teleportgömbbe, a katonák tönkreteszik a gépet. Ennek az lesz a következménye, hogy Calhoun "harmonikus reflux" állapotba kerül, azaz ide-oda teleportál a Xenen és Black Mesában is (egy pillanatra látja, ahogy katonák cipelik az eszméletlen Freemant az eredeti játék egyik jelenetében). Végül Rosenbergnek köszönhetően sikerül visszatérnie, és a tudósok társaságában elhagyja a helyszínt.

## Fejlesztés
2000 közepén bejelentették, hogy érkezik a Half-Life Sega Dreamcast verziója, amelyhez egy kiegészítőt is kiadnak, a "Half-Life: Guard Duty"-t, mely egy biztonsági őr szemszögéből dolgozza fel a cselekményt. Ezt a kiegészítőt a Gearbox Software fejlesztette, akik a nagy sikerű Opposing Force-t is készítették. Hivatalosan 2000. augusztus 30-án jelentették be, hogy a játék neve "Blue Shift" lesz. Arról is szó esett, hogy a Dreamcast képességeit kiaknázandó a játék új, kétszer annyi poligont tartalmazó modelleket és nagyobb felbontású textúrákat fog használni, mint az eredeti PC-s Half-Life. A 2000-es ECTS-en nagy vonalakban vázolták a történetet, és hogy az év novemberére tervezik a megjelenést. Ám a Sierra eltolta a Half-Life megjelenését, majd aztán újra, és 2001. június 16-án bejelentették, hogy a változó piaci környezet miatt nem fogják kiadni. A játék annyira kész állapotban volt, hogy a GamePro magazin egy kétoldalas tesztet le is hozott róla abban a hónapban, így a törlése váratlan lépés lehetett. Egy kiszivárgott verzió játékra alkalmas állapotban elterjedt az interneten, melyben a Half-Life és a Blue Shift is benne volt.
A Blue Shift csak azért menekült meg, mert 2001 márciusában a Sierra bejelentette, hogy megjelenik PC-re is, méghozzá önálló kiegészítőként, amelyhez nem szükséges az alapjáték megléte. Ráadásul a csomaghoz járt a modelleket felfrissítő High Definition Pack, mely az összes Half-Life játékkal kompatibilis, és az Opposing Force is.
Furcsa módon a Steam indulásakor nem volt elérhető a rendszerben, csak később, 2005 augusztusában került fel, opcionális módon beállítható High Definition Pack-kel.

## Fogadtatás
A játék vegyes kritikákat kapott. Pozitívumként főként azt emelték ki, hogy sikerült megtartani az eredeti játékok hangulatát, hátrányként viszont azt hozták fel, hogy túlságosan rövid.
Magyarországon a PlayDome is hasonló kritikával illette a játékot, kiemelve, hogy az elérhető fegyverek egy részét nem is igazán kell használni, és a program is rövid, a High Definition Pack viszont nagyon szép.